# Blues traditionnel
 (avril 2015).
Sous-genres
Delta blues, Louisiana blues, Piedmont blues
Genres dérivés
Chicago blues, Detroit blues, blues électrique, Memphis blues, New-Orleans blues, swamp blues, Hill country blues
Le blues traditionnel (appelé aussi folk-blues, blues rural, ou country blues) se rapporte à toutes les formes acoustiques de blues.

## Histoire

### Lancement
Après la naissance du blues dans le Sud des États-Unis, il s'est rapidement propagé dans tout le pays (et ailleurs), donnant naissance à une foule de styles et de variantes régionaux parmi lesquels le Memphis blues, le Detroit blues, le Chicago blues, le Texas blues, le Piedmont blues, le Louisiana blues, le Western blues, l'Atlanta blues, le Saint Louis blues, le East Coast blues, le swamp blues, le New-Orleans blues, le Delta blues et le Kansas City blues.
Le blues apparaissait au départ comme la « musique du bon temps » bien que dans le même temps plusieurs de ses caractéristiques (comme la mélodie pentatonique, les tonalités « bluesy », les modèles typiques de progression d'accord…) se retrouvaient dans d'autres genres et dans d'autres contextes : le hillbilly, la musique country, le ragtime ou le jazz. Szwed (1969, p.118-9) argue du fait que le " blues a surgi comme forme populaire de musique au début des années 1900, la période de la première grande migration des noirs aux villes du nord… les éléments formels et stylistiques du blues semblent symboliser les modèles sociaux nouvellement naissants pendant la période de crise de l'urbanisation… en remplaçant les fonctions servis par la musique sacrée, le blues a facilité la transition de la société agraire à une société basée sur le modèle salaire-travaille de l'urbanisme"
« Le blues était le plus fortement personnalisé, en effet cette musique au début qui était totalement personnalisée que les afro-américains ont développé. C'était la première forme importante de musique afro-américaine aux États-Unis pour effacer cette légèreté qui avait marqué d'autres formes musicales noires. La forme de question-réponse est restée, mais dans le blues c'était le chanteur qui a répondu à lui-même verbalement ou bien sur un instrument d'accompagnement. À tous ces égards, le blues était ce que les Afro-américains avaient créé et ont représenté un degré important d'acculturation pour passer de l'éthos individualisé à une société plus grande. » (Levine 1977, p.221)

### Origines
Le country blues s'est construit à partir d'un champ musical hétérogène et fluide, par des personnes noires et quelques blancs. Il s'inspirait tout à la fois du ragtime, du jazz, des chants religieux, du Tin Pan Alley (un mouvement musical populaire né à la fin du XIXe siècle dans un quartier de New York qui porte le même nom), du minstrel (forme primitive du vaudeville) et d'autres chansons du théâtre.  Selon le musicologue et professeur de musique Richard Middleton, le blues traditionnel « a été construit comme une catégorie discursive distincte pendant les premières décennies de ce siècle [le XXe siècle], la plupart du temps comme résultat des activités des maisons de disques, qui ont étiqueté de "démodée"  cette musique folklorique sudiste et des habitants urbains nouvellement arrivés ». 
« Les chansons du blues traditionnel… ne ressemblent pas à des chansons folkloriques des chanteurs comme Leadbelly… pourtant… le blues était considéré comme  musique folklorique… en dépit des dangers de l'implication que si le country blues est une musique folklorique, les Américains noirs doivent constituer un groupe folklorique. » (Middleton 1990, p. 144) Middleton décrit l'artiste rural du blues en tant que vagabond et rejeté social dont les thèmes lyriques inclus donc normalement la solitude, l'aliénation, et le voyage. Avec Keil (1966, p.76) il propose que les artistes du blues aient pu avoir servi de critiques « autorisés » contenant « la subjectivité ferme… dans le contexte de son espace-temps… et ils étaient franchement héroïques. Seulement un homme qui connaît sa valeur et croit en sa liberté chante comme si rien ne se passait » (Palmer 1981, p.75).

## Bluesmen ruraux notables
- Kokomo Arnold
- Barbecue Bob
- Big Bill Broonzy
- Willie Brown
- Bo Carter
- Elizabeth Cotten
- Reverend Gary Davis
- Sleepy John Estes
- Blind Boy Fuller
- Slim Harpo
- Sid Hemphill
- Son House
- Mississippi John Hurt
- Skip James
- Blind Lemon Jefferson
- Robert Johnson
- Tommy Johnson
- Rubin Lacey
- Furry Lewis
- Fred McDowell
- Brownie McGhee
- Blind Willie McTell
- The Mississippi Sheiks
- Charley Patton
- Napoleon Strickland
- Sylvester Weaver
- Big Joe Williams
- Robert Pete Williams
- Bukka White

## Filmographie
- Deep Blues (1991).  réalisé par Robert Mugge.
- American Patchwork : Songs and Stories of America, part 3: The Land Where the Blues Began (1990). Ecrit, réalisé et produit par Alan Lomax; développé par « the Association for Cultural Equity at Columbia University and Hunter College ».
- Out of the Blacks into the Blues, part 1 :  Along the Old Man River (1992).  Produit par Claude Fleouter et Robert Manthoulis.  Neyrac Films; distribué par Yazoo Video.